# الاحلاف وإداوليين (بيڭودين)
الاحلاف وإداوليين هي إحدى مشيخات المملكة المغربية، تتبع جغرافيا لإقليم تارودانت وإداريًا لبيڭودين. يقدر عدد سكانها بـ 6465 نسمة حسب الإحصاء الرسمي للسكان والسكنى لسنة 2004.